# Gustaf Adolf Boltenstern
Gustaf Adolf Boltenstern (1 de abril de 1861 - 9 de outubro de 1935) foi um adestrador e oficial sueco. 

## Carreira
Gustaf Adolf Boltenstern representou seu país nos Jogos Olímpicos de 1912 e 1920, na qual conquistou a medalha de prata no adestramento individual em 1912. 